# الکسی واستین
الکسی واستین (فرانسوی: Alexis Vastine‎؛ ۱۷ نوامبر ۱۹۸۶ – ۹ مارس ۲۰۱۵) یک بوکسور اهل فرانسه بود که مدال برنز المپیک ۲۰۰۸ پکن را گرفته بود.

## مرگ
در ۹ مارس ۲۰۱۵ در اثر سقوط بالگرد در آرژانتین که هنگام فیلمبرداری یک نمایش تلویزیونی روی داد کشته شد.